# Michael Sata
Michael Chilufya Sata (Mpika, 11 novembre 1937 – Londra, 28 ottobre 2014) è stato un politico zambiano.
Socialdemocratico, dopo aver vinto le elezioni generali del 2011 è divenuto il 5º Presidente dello Zambia: l'incarico, iniziato il 23 settembre, si è concluso anticipatamente per il suo decesso, avvenuto il 28 ottobre 2014 all'età di 76 anni.